# Arron Banks
Arron Banks (* 1966) ist ein britischer Geschäftsmann, der vor allem im Versicherungswesen aktiv ist. Sein Vermögen wird auf 100 bis 250 Millionen Pfund geschätzt. Banks war bis 2014 Mitglied der Tories und wechselte dann zur UKIP. Im März 2017 behauptet er jedoch, von der UKIP suspendiert worden zu sein. Banks gilt als wichtiger Finanzier der Leave.EU-Kampagne und hat mindestens 8 Millionen Pfund an die Kampagne gespendet oder als Kredit zur Verfügung gestellt. Die Herkunft des Geldes wurde von der National Crime Agency untersucht, sie konnte jedoch nichts Illegales nachweisen. Da Banks sich vor dem Brexit-Referendum mehrfach mit Angehörigen der Russischen Botschaft in London traf, wurde vermutet, das Geld für die Kampagne stamme aus Russland.
Banks verklagt zurzeit die investigative Journalistin Carole Cadwalladr. Der Geschäftsmann fordert von ihr, in ihren Artikeln festzustellen, dass es keine Beweise dafür gebe, dass Banks Geld aus Russland erhalte. Cadwalladr lehnte dies ab und verwies stattdessen darauf, dass die Ehefrau des Versicherungsmannes, Katya Banks, Verbindungen zu russischen Geheimdiensten hätte. Der MI5 wirft der Frau vor, eine Spionin zu sein.